# Épineau-les-Voves
Épineau-les-Voves là một xã của Pháp,tọa lạc ở tỉnh Yonne trong vùng Bourgogne.
Xã này có diện tích 7,05 km2, dân số năm 1999 là 665 người.

## Thông tin nhân khẩu
| Năm | 1962 | 1968 | 1975 | 1982 | 1990 | 1999 |
| --- | ---- | ---- | ---- | ---- | ---- | ---- |
| Dân số | 386  | 457  | 492  | 574  | 659  | 665  |
| From the year 1962 on: No double counting—residents of multiple communes (e.g. students and military personnel) are counted only once. |      |      |      |      |      |      |